# Kosowiec (Dąbrówka Łubniańska)
Kosowiec (niem. Schnitterfeld) – przysiółek wsi Dąbrówka Łubniańska, położony w Polsce, w województwie opolskim, w powiecie opolskim, w gminie Łubniany.
W latach 1975–1998 przysiółek należała administracyjnie do województwa opolskiego.
W miejscowości znajdują się m.in.: stadnina koni i wyróżniające się drzewo (lipa).
Miejscowość jest położona na Równinie Opolskiej, na obszarze Stobrawskiego Parku Krajobrazowego, nad strugą Brojecką Rzeką, w pobliżu Jeziora Turawskiego. Najbliższe miasta to: Kluczbork, Olesno, Dobrodzień, Kolonowskie, Ozimek, Opole i Wołczyn.

## Historia
Miejscowość istniała już na pewno w 1842 r., gdyż w dokumentach z tego roku wspomina się, że do szkoły w Łubnianach uczęszczali m.in. uczniowie z Kosowców. W spisie małżeństw, w których co najmniej jedno z pary pochodziło z Brynicy, znajdują się wpisy z 29 stycznia 1856 r. i 8 października 1867 r., wedle których jedno z pary pochodziło z miejscowości Kossowzen, jednak nie zostało podane źródło tego zestawienia.Pod koniec XIX w. kolonia wsi Łubniany. Około 1895 r. Kosowiec był związany administracyjnie z parafią w Jełowej. Na początku XX w. miejscowość występowała pod nazwą Kol. Kossowzen. W 1936 r. w miejsce nazwy Kossowzen wprowadzono nazwę Schnitterfeld. W latach 30. XX w. Kosowiec był częścią Łubnian. Przed zakończeniem II wojny światowej polska nazwa miejscowości brzmiała Kosowce.

## Komunikacja
Przez miejscowość przechodzi 1 droga gminna (ulica Kosowce), umożliwiająca dojazd do drogi powiatowej nr 1722, prowadzącej z Dąbrówki Łubniańskiej do Zagwiździa. Do Kosowca można też dojechać bezpośrednio z Dąbrówki Łubniańskiej drogami polno-leśnymi, odchodzącymi od ulicy Szkolnej, względnie od strony Jełowej, drogą leśną, będącą przedłużeniem ulicy Kupskiej. Najbliższe drogi rangi krajowej i wojewódzkiej to: 45 (ok. 7 km) oraz 461 (ok. 3 km).
Miejscowość znajduje się przy nieczynnej linii kolejowej Opole-Namysłów (przez Pokój). Najbliższe stacje kolejowe to: Jełowa (ok. 6 km), znajdująca się przy linii kolejowej łączącej Opole z Kluczborkiem, po której kursują pociągi Przewozów Regionalnych Sp. z o.o., relacji Opole-Namysłów, Nysa-Kluczbork i Opole-Kluczbork oraz Mańczok (ok. 3 km), znajdująca się przy nieczynnej linii do Namysłowa. Najbliższe węzły kolejowe to: Jełowa (węzeł z nieczynnym odgałęzieniem w kierunku Namysłowa przez Pokój), Opole Główne (ok. 22 km) i Kluczbork (ok. 34 km).
Najbliższe przystanki autobusowe znajdują się w miejscowości Dąbrówka Łubniańska. Zatrzymują się przy nich autobusy Opolskiego PKS-u SA, relacji Opole-Dąbrówka Łubniańska.